# The Race to Urga
The Race to Urga (La corsa verso Urga) è uno spettacolo di teatro musicale, iniziato nel 1968 come adattamento dell'opera teatrale di Bertolt Brecht L'eccezione e la regola, con il progetto presto ribattezzato A Pray by Blecht. Il tema dell'opera di Brecht era lo sfruttamento del capitalismo della classe operaia negli anni '30.

## Storia
Jerome Robbins chiese a John Guare di scrivere l'adattamento. Leonard Bernstein doveva comporre la musica, con Stephen Sondheim che intendeva scrivere i testi. Il musical fu annunciato per una produzione al Lincoln Center per il gennaio 1969, ma durante le audizioni del cast Robbins lasciò la produzione e non fu prodotto.
Lo spettacolo non fu mai completato, ma nell'aprile-maggio 1987 fu presentata una produzione di laboratorio al Mitzi Newhouse Theatre al Lincoln Center. La regia e la coreografia furono di Jerome Robbins.
Non è nota alcuna registrazione di questo spettacolo, anche se esiste una registrazione dimostrativa fatta nel 1968.

## Elenco dei brani (Laboratorio)
Fonte delle informazioni
- Prologue Marches
- Intro / In Seven Days Flat
- You're In Hann
- The Secret
- The Suspicion Song
- Coolie's Dilemma (lyrics by Jerry Leiber)
- Doors to Urga
- Get Your Ass In There
- Coolie's Prayer
- Number One
- The Zorba's Dance